# مايل ليبرون
مايل ليبرون (بالفرنسية: Maël Lebrun)‏ مواليد 17 أبريل 1991 في نيس، هو لاعب كرة سلة فرنسي. بدأ مسيرته الاحترافية في سنة 2009. يلعب مع إس تي بي لو هافر في الدوري الفرنسي لكرة السلة الدرجة الأولى. يحمل الرقم 8. لعب مع أورليان لواريت وإس تي بي لو هافر.

## روابط خارجية
- مايل ليبرون على موقع الاتحاد الدولي لكرة السلة (الإنجليزية)
- مايل ليبرون على موقع الدوري الأوروبي لكرة السلة (الإنجليزية)
- مايل ليبرون على موقع كرة السلة الأوروبية.كوم (الإنجليزية)
- مايل ليبرون على موقع ريلجم (الإنجليزية)
- مايل ليبرون على موقع بروبوليرز (الإنجليزية)
- مايل ليبرون على موقع سبورتس رفرنس (الإنجليزية)